# Konstantin Gruszewoj
Konstantin Stiepanowicz Gruszewoj (ros. Константи́н Степа́нович Грушево́й, ur. 25 października?/7 listopada 1906 w Smile, zm. 10 lutego 1982 w Moskwie) – radziecki i ukraiński wojskowy i polityk, generał pułkownik.

## Życiorys
Od 1924 w Armii Czerwonej, od 1927 w WKP(b), 1934 ukończył Dnieprodzierżyński Instytut Metalurgiczny, 1938 inżynier i szef warsztatu w fabryce metalurgicznej im. Feliksa Dzierżyńskiego w Dnieprodzierżyńsku, 1938–1939 I sekretarz Komitetu Miejskiego KP(b)U w Dnieprodzierżyńsku, 1939–1941 II sekretarz Komitetu Obwodowego KP(b)U w Dniepropetrowsku. Od 17 maja 1940 do 25 stycznia 1949 członek Komisji Rewizyjnej KP(b)U, od lipca do października 1941 i ponownie od stycznia 1942 p.o. I sekretarza Komitetu Obwodowego KP(b)U w Dniepropetrowsku, od października 1941 do stycznia 1942 pełnomocnik Rady Wojskowej Frontu Południowego w Stalingradzie. Od stycznia do maja 1942 członek Grupy Operacyjnej i szef Grupy Operacyjnej ds. Transportu Rady Wojskowej Frontu Południowego, od maja do listopada 1942 członek Rady Wojskowej 24 Armii trzeciego formowania/58 Armii drugiego formowania Frontu Południowego, komisarz pułkowy, od listopada 1942 do 24 stycznia 1943 członek Rady Wojskowej Północnej Grupy Wojsk Frontu Zakaukaskiego, pułkownik. Od 24 stycznia do marca 1943 członek Rady Wojskowej Frontu Północno-Kaukaskiego, od kwietnia do października 1943 członek Rady Wojskowej 58 Armii drugiego formowania Frontu Północno-Kaukaskiego, od grudnia 1943 do lutego 1944 członek Rady Wojskowej Frontu Wołchowskiego, od lutego do listopada 1944 członek Rady Wojskowej Frontu Karelskiego, członek Rady Wojskowej Nadmorskiej Grupy Wojsk Frontu Dalekowschodniego, 2 marca 1944 mianowany generałem majorem. Od sierpnia do października 1945 członek Rady Wojskowej 1 Frontu Dalekowschodniego, od października 1945 do 1947 członek Rady Wojskowej Nadmorskiego Okręgu Wojskowego, 1947–1948 minister transportu samochodowego Ukraińskiej SRR, od grudnia 1948 do stycznia 1950 I sekretarz Komitetu Obwodowego KP(b)U w Izmailu. Od 28 stycznia 1949 do 23 września 1952 członek KC KP(b)U, od 1950 słuchacz kursów przy Akademii Wojskowo-Politycznej im. Lenina, 1953 ukończył Wojskową Akademię Sztabu Generalnego, 1953–1957 członek Rady Wojskowej Moskiewskiego Okręgu Obrony Powietrznej. 18 lutego 1958 awansowany na generała porucznika, od stycznia 1966 do śmierci szef Wydziału Politycznego Moskiewskiego Okręgu Wojskowego, od 8 kwietnia 1966 do śmierci zastępca członka KC KPZR, 27 października 1967 mianowany generałem pułkownikiem. Pochowany na cmentarzu Nowodziewiczym.

## Odznaczenia
- Order Lenina (trzykrotnie)
- Order Rewolucji Październikowej
- Order Czerwonego Sztandaru
- Order Bohdana Chmielnickiego I klasy
- Order Suworowa II klasy
- Order Kutuzowa II klasy
- Order Czerwonego Sztandaru Pracy
- Order Wojny Ojczyźnianej II klasy
- Order Czerwonej Gwiazdy (dwukrotnie)
- Medal „Za zasługi bojowe”
- Medal jubileuszowy „W upamiętnieniu 100-lecia urodzin Władimira Iljicza Lenina”
- Medal „Za obronę Kaukazu”
- Medal „Za zwycięstwo nad Niemcami w Wielkiej Wojnie Ojczyźnianej 1941–1945”
- Medal „Za zwycięstwo nad Japonią”
- Medal „Weteran Sił Zbrojnych ZSRR”
- Medal jubileuszowy „Dwudziestolecia zwycięstwa w Wielkiej Wojnie Ojczyźnianej 1941–1945”
- Medal jubileuszowy „Trzydziestolecia zwycięstwa w Wielkiej Wojnie Ojczyźnianej 1941–1945”
- Medal jubileuszowy „40 lat Sił Zbrojnych ZSRR”
- Medal jubileuszowy „50 lat Sił Zbrojnych ZSRR”
- Medal jubileuszowy „60 lat Sił Zbrojnych ZSRR”
- Medal „Za nienaganną służbę” I klasy
- Medal „Za nienaganną służbę” II klasy
- Medal „W upamiętnieniu 250-lecia Leningradu”
- Order Czerwonego Sztandaru (Mongolia)
- Medal 50-lecia Mongolskiej Republiki Ludowej (Mongolia)
- Medal 50-lecia Mongolskiej Armii Ludowej (Mongolia)

I inne.